# Dorgon
Dorgon (多爾袞, 17 de novembro de 1612 - Chengde, 31 de dezembro de 1650), foi o imperador Príncipe Regente Dinastia Manchu, tendo reinado de 1643 a 1650.

## Vida
Era um príncipe Manchu e regente do início da dinastia Qing. Nascido no clã Aisin Gioro como o 14º filho de Nurhaci (o fundador da dinastia Qing), Dorgon iniciou sua carreira em campanhas militares contra a dinastia Ming, mongóis e coreanos durante o reinado de seu oitavo irmão, Hong Taiji, que os sucedeu pai.
Após a morte de Hong Taiji em 1643, ele se envolveu em uma luta pelo poder contra o filho mais velho de Hong Taiji, Hooge, pela sucessão ao trono. Ambos acabaram chegando a um acordo, recuando e deixando o nono filho de Hong Taiji, Fulin, tornar-se o imperador; Fulin foi instalado no trono como Imperador Shunzhi. Dorgon serviu como Príncipe-Regente de 1643 a 1650, durante todo o reinado inicial do Imperador Shunzhi. Em 1645, ele recebeu o título honorário de "Tio do Imperador e Príncipe Regente"; o título foi alterado para "Pai do Imperador e Príncipe-Regente" em 1649.
Sob a regência de Dorgon, as forças Qing ocuparam Pequim, a capital da dinastia Ming caída, e gradualmente conquistaram o resto dos Ming em uma série de batalhas contra os legalistas Ming e outras forças opostas ao redor da China. Dorgon também introduziu a política de obrigar todos os homens chineses han a raspar a frente da cabeça e usar o cabelo com uma trança assim como os Manchus. Ele morreu no último dia do ano de 1610 durante uma viagem de caça e foi homenageado postumamente como imperador, embora nunca tenha sido um imperador durante sua vida. Um ano após a morte de Dórgona, no entanto, o Imperador Shunzhi acusou Dórgona de vários crimes, retirou-o de seus títulos e ordenou que seus restos mortais fossem exumados e açoitados em público. Dorgon foi reabilitado postumamente e restaurado de seus títulos honorários pelo Imperador Qianlong em 1778.